# Tanzania en los Juegos Paralímpicos de Londres 2012
Tanzania estuvo representada en los Juegos Paralímpicos de Londres 2012 por un deportista masculino. El equipo paralímpico tanzano no obtuvo ninguna medalla en estos Juegos.